# Móricz Sándor
Nagyváradi és szepsiszentgyörgyi Móricz Sándor (Sepsikőröspatak, 1820. január 8. – Nagyszeben, 1882. augusztus 20.) honvédtiszt, tanár, honvéd ezredes, honvéd őrnagy. Móricz Dénes honvéd őrnagy testvére.

## Életpályája
A tullni utászati katonai szakiskolában (1836–1839) és a bécsi egyetemen tanult. 1842-ben alhadnagy lett. 1843–1848 között a II. székely határőrezred hadnagyaként a kézdivásárhelyi katonai iskola oktatója volt. 1845-ben hadnagyi rangot kapott. 1848–1849 között utász százados; a gyimesi és ojtozi szorosok erődítményi munkálatait végezte. 1849. augusztus 6-án Zsibónál letette a fegyvert. Bebörtönözték, ahonnan 1852-ben szabadult. Ezt követően egy ideig a nagykőrösi református gimnázium rajz- és számtantanára volt. 1856–1858 között elvégezte a bécsi műszaki főiskolát. 1858–1866 között fürdőigazgatóként dolgozott. 1859-től sepsiszentgyörgyi birtokán gazdálkodott. 1869-től ismét katona; 1869–1879 között alezredes és a szatmári 43. honvéd zászlóalj parancsnoka volt. 1872-től a Magyar Királyi Honvéd Ludovika Akadémia, 1873–1875 között a nagyszebeni honvéd dandár parancsnoka.

## Magánélete
1859-től Dobay Leontin/Klementina volt a felesége; Dobay Károly 1848-as honvéd ezredes leánya. 1861-től Marine Karolina a párja, aki 1902-ben hunyt el Kecskeméten.